# 郭翰
郭翰（1998年8月28日—）為臺灣男子籃球運動員，場上位置為中鋒位置，現效力於超級籃球聯賽臺灣銀行。郭翰出身永吉國中，從能仁家商畢業後升學至健行科技大學，研究所因為考量發揮空間而前往國立體育大學就讀，2022年7月在超級籃球聯賽新人選秀會第三輪獲得彰化柏力力青睞。2024年8月1日，郭翰加盟超級籃球聯賽臺灣銀行。
郭翰的母親是前中華女籃國手霍世澄，外公是前中華男籃國手霍劍平。

## 外部連結
- 郭翰在fiba3x3.com（英语）
- 郭翰在Eurobasket.com（球員）（英语）
- 郭翰在Flashscore（英语）